# Fomboni
Fomboni (Broj stanovnika:15.000) je treći najveći grad na Komorima. Također je glavni i najveći grad na otoku Mohéli.